# Leon al V-lea Armeanul

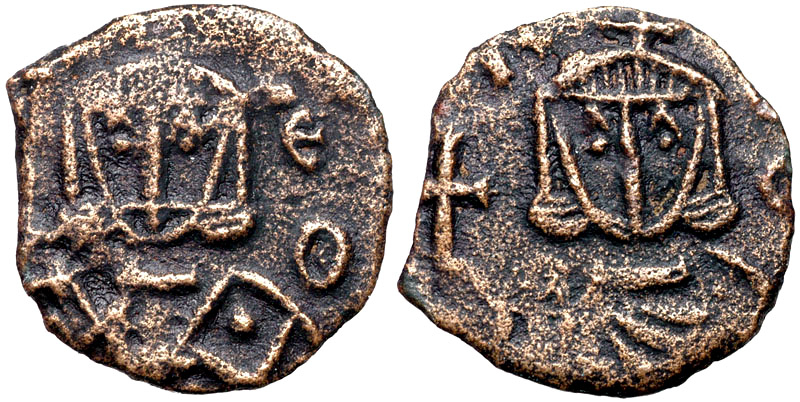
Monedă cu chipul lui Leon V Armeanul

Leon V Armeanul (n. 775 d.Hr., Ostikanate of Arminiya⁠(d) – d. 29 decembrie 820 d.Hr., Constantinopol, Imperiul Roman de Răsărit) a fost un împărat bizantin între 813 și 820.

## Viața timpurie și ascensiunea la tron
Leon V era fiul patricianului armean Bardas. În 803, Leon a fost sub comanda generalului rebel Bardanes Tourkos. În 811, a devenit guvernator al provinciei Anatolia și a condus războiul împotriva arabilor din 812. Leon al V-lea a supraviețuit bătăliei de la Versinikia cu bulgarii (813) pentru că a trădat pe împărat și s-a retras din lupta.
În 813, Mihail I Rangabe l-a desemnat împărat, el retrăgându-se într-o mănăstire, deoarece Leon se autoproclamase impara in Bitinia și voia să ia prin lupta toate împărăția. Însa Mihail nu a acceptat să se verse sângele oamenilor pentru el.

## Domnia și persecuția iconoclastă
După ce Leon V a devenit împărat, hanul Krum al bulgarilor a început asediul orașului Constantinopol (813). Din cauza strategiei proaste, Krum a fost nevoit să ridice asediul, dar în schimb a ocupat orașele Adrianopol și Arkadioupolis. Profitând de moartea lui Krum (la 13 aprilie 814), în vara lui 814, Leon V i-a înfrânt pe bulgari la Mesembria, făcând pace cu bulgarii pentru 30 de ani în 815.
În anul 813, partizanii iconoclaști, care fuseseră învinși prin Sinodul al VII-lea Ecumenic din 787, au organizat o manifestare la mormântul lui Constantin al V-lea (care fusese iconoclast). Fiind influențat de armată și de unii demnitari iconoclaști, Leon al V-lea se hotărî să intervină pentru a aduce Biserica sub autoritatea puterii civile. El însărcină pe lectorul Ioan Morocharzanicos Grammaticus (supranumit „Hylilas”), să adune materialul împotriva cultului icoanelor.
În toamna lui 814 are loc la Constantinopol o adunare între iconoclaști, care îl aveau de partea lor pe împărat și iconoduli reprezentați de patriarhul Nichifor al Constantinopolului, mitropolitul Eftimie al Sardelor și Teodor Studitul, egumenul mănăstirii Studion din Constantinopol. În cursul acestei conferințe se remarcă Sfântul Teodor care contestă deschis dreptul împăratului de a se amesteca în treburile Bisericii spunând că acestuia i s-a încredințat Statul, iar nu Biserica. Prin urmare Leon este nevoit să suspende ședința fără a putea să dea câștig de cauză iconoclaștilor.
În decembrie 814, patriarhul Nichifor își ia angajamentul – împreună cu episcopii și călugării adunați la Patriarhie – de a rezista până la moarte tulburărilor iconoclaste. Tot acum el adresează împăratului o scrisoare prin care îl roagă să nu tulbure Biserica pe care părinții au curățat-o de erezii.
La liturghia Bobotezei din 815, Leon al V-lea refuză ostentativ să sărute icoanele, cerând patriarhului Nichifor ca icoanele să fie așezate în biserici la o înălțime care să nu mai permită sărutarea lor, iar apoi dă ordin să fie dată jos din nou icoana lui Hristos, reinstalată în 787 deasupra porții de bronz a palatului imperial. Acest act avea o importanță simbolică. Icoana mai fusese dată jos de către Leon al III-lea Isauricul la începutul primei prigoane iconoclaste. 
În martie 815, patriarhul Nichifor a fost exilat la Crysopolis, fiind înlocuit de funcționarul imperial docil Teodotos Mellissenos. 
De Florii, Sfântul Teodor Studitul organizează în Constantinopol o mare procesiune cu icoane la care participă mii de călugări. Faptul e perceput ca o sfidare la adresa lui Leon al V-lea, care desființează comunitatea de la Studion și îl exilează pe Sfântul Teodor în Asia Mică. De asemenea, tot în furtuna iconoclastă este ucis și mitropolitul Eftimie.

## Sfârșitul domniei lui Leon V Armeanul
Leon al V-lea le-a oferit înalte demnități militare tovarășilor săi de arme: Toma Slavul a devenit strateg al trupelor din Anatolia, iar Mihail Amorianul comandant al excubitores, un corp de elită al armatei imperiale. Spre finalul domniei, Leon Armeanul a luat la cunoștință despre conspirația pe care Mihail Amorianul o constituise împotriva sa. El a ordonat arestarea acestuia în Ajunul Crăciunului anului 820, dar i-a amânat execuția la insistențele împărătesei, ținând cont de marea sărbătoare creștină care urma a doua zi.  Acesta a luat legătura cu ceilalți membrii ai conspirației din oraș și a aranjat asasinarea basileului. Aceasta a avut loc în Capela Sfântul Ștefan de la Palatul Sacru, chiar în timpul Liturghiei de Crăciun la care participa împăratul. Asasinii și-au ascuns săbiile sub lungile haine monahale în  care erau deghizați pentru a pătrunde nestingheriți în biserică. Deși s-a apărat cu o cruce grea, Leon Armeanul a fost masacrat chiar în fața mesei altarului, iar uzurpatorul Mihail a fost încoronat cât încă era legat cu lanțuri de picioare, în temniță.

## Familie
Cu soția sa, Teodosia, Leon V a avut mai mulți copii, incluzând:
- Symbatios, re-botezat Constantin, co-împărat 814 - 820